# Mike Lynch
Michael Richard Lynch OBE DL FRS FREng (n. 16 iunie 1965, Greater London, Anglia, Regatul Unit – d. 19 august 2024, Sicilia, Italia) a fost un antreprenor britanic în tehnologie care a co-fondat Autonomy Corporation, Invoke Capital și Darktrace. A avut diverse alte roluri, inclusiv de consilier.
După o diplomă de licență, un doctorat și o cercetare post-doctorală la Universitatea din Cambridge, Lynch și-a aplicat cercetările în învățarea automată pentru a înființa companii de software și a deveni o figură importantă în Silicon Fen. El a fost descris în presă ca fiind echivalentul britanic al lui Bill Gates, cu o valoare estimată la 852 de milioane de lire sterline în 2023.
Vânzarea Autonomy către Hewlett-Packard în 2011 a dus la acuzații de fraudă și litigii civile în Marea Britanie în 2019. Cazul a fost decis în mare parte în favoarea lui Hewlett-Packard. În 2023, Lynch a fost extrădat în Statele Unite pentru a se confrunta cu acuzații penale. El a fost judecat în San Francisco în martie 2024, iar în iunie a fost găsit nevinovat pentru toate capetele.
În august 2024, Lynch a sărbătorit achitarea pe superyacht-ul familiei sale, Bayesian, care s-a scufundat într-o furtună în largul coastei Siciliei la 19 august. Lynch, fiica lui adolescentă și alte cinci persoane au murit.